# Bassaniodes fienae
Bassaniodes fienae es una especie de araña cangrejo del género Bassaniodes, familia Thomisidae. Fue descrita científicamente por Jocqué en 1993.

## Distribución
Esta especie se encuentra en España.